# Свети Никола (крепост)
Свети Никола (на хърватски: Utvrda sv. Nikole) е крепост на източния бряг на Адриатическо море, в един от най-старите хърватски градове - Шибеник в Централна Далмация. През 2017 г. крепостта е включена в Списъка на световното културно и природно наследство на ЮНЕСКО, в раздела „Отбранителни венециански съоръжения от XVI и XVII век“.
Укреплението Свети Никола е изградено в морето върху остров Люлевац на входа на пристанището на Шибеник, откъм лявата страна на канала Свети Антоан. Дължи името си на бенедиктинския манастир Св. Никола, който се намирал на острова преди да бъде разрушен, за да се освободи място за крепостта. Самата крепост е издигната по молба на местното население до венецианската управа на града за защита от османските кораби, които от 1522 г. след превземането на Скрадин, започват често да навлизат в пристанището на Шибеник. Със своите 32 оръдия, с големината и внушителния си вид, Свети Никола наистина изглежда респектиращо.

## История
Независимо че решението за строежа е взето от венецианския капитан Алойзио де Канал още на 30 април 1525 г., самият строеж започва чак през 1540 г., тъй като се наложило да се изчака да пристигнат на място военните инженери Микеле Санмикели и неговият племенник Джангироламо, за да положат основите, но най-вече да изготвят цялостен план за отбраната на града. Строителството започва през същата 1540 г. и приключва през 1547 г.
Крепостта Свети Никола е изградена в ренесансов стил, с триъгълна форма и е един от най-добре запазените към днешно време образци на далматинската архитектура. Построена е от тухли, които са смятани за най-устойчиви при обстрел с гюлета, а основите ѝ са от камък. С нейното изграждане се затваря достъпа откъм морето за вражески морски съдове. Шибеник е отбраняван от общо четири крепости:
- Свети Миховил, най-старата, разрушена през 1221 г. и изградена впоследствие наново под името Св. Ана[7][8];
- Свети Иван, построена също от венецианците през 1646 г.[9];
- Шубишевач (или Барон по името на барон Кристоф Мартин фон Гегенфелд) от 1646 г.[10];
- Свети Никола, единствената от четирите построена в морето.

Крепостта Свети Никола е изоставена от военните окончателно през 1979 г. Днес туристите имат възможност да я посещават само отвън, тъй като вътрешността ѝ все още се ремонтира като се очаква до края на 2018 г. възстановителните работи да приключат.

## Галерия
- Крепостта отвътре
- Достъпът откъм сушата